# Sergij (Ljapiděvskij)
Sergij (světským jménem: Nikolaj Jakovlevič Ljapiděvskij, rozený Karkadinovskij; 21. května 1820, Tula – 23. února 1898, Petrohrad) byl ruský duchovní Ruské pravoslavné církve, arcibiskup a metropolita moskevský a kolomenský.

## Život
Narodil se 21. května 1820 v Tule jako syn protojereje Iakova Karkadinovského.
Studoval na Tulském duchovním semináři, a poté na Moskevské duchovní akademii.
Dne 24. června 1844 byl postřižen na monacha se jménem Sergij. Dne 20. července byl rukopoložen na hierodiakona a 6. srpna stejného roku na jeromonacha.
Dne 25. října 1845 získal titul magistra bohosloví.
Od září 1847 sloužil jako asistent knihovníka akademie a 23. dubna 1848 byl jmenován inspektorem studentů akademie.
V dubnu 1849 se stal monachem Donského monastýru a 15. ledna 1850 byl povýšen na archimandritu.
Od března 1851 vyučoval na akademii. Dne 4. října 1857 se stal rektorem akademie.
Dne 18. dubna 1858 byl jmenován představeným Vysoko-petrovského monastýru a 8. srpna 1859 Zaikonospasského monastýru.
Roku 1860 jej Nejsvětější synod zvolil biskupem kurským a bělgorodským. Dne 1. ledna 1861 proběhla jeho biskupská chirotonie.
Dne 11. ledna 1880 byl ustanoven arcibiskupem kazaňským a svijažským. Tento post zastával do 21. srpna 1882, kdy byl jmenován arcibiskupem kišiněvským a chotynským.
Dne 9. dubna 1889 mu bylo uděleno právo nosit diamantový kříž na klobuku.
Dne 12. ledna 1891 se stal arcibiskupem chersonským a oděským. Od 15. května 1893 byl členem Nejsvětějšího synodu.
Dne 9. srpna 1893 byl zvolen metropolitou moskevským a kolomenským, archimandritou Trojicko-sergijevské lávry.
Dne 14. května 1896 mu bylo uděleno právo nosit diamantový kříž na mitře.
Zemřel 23. února 1898 v Petrohradu. Smuteční bohoslužba se konala 26. února v monastýru Čudov a pohřben byl v Trojicko-sergijevské lávře.